# Голубар Семен Григорович
Семен Григорович Голубар (нар. 8 серпня 1909, містечко Корсунь Київської губернії, тепер місто Корсунь-Шевченківський Черкаської області — 23 лютого 1989, місто Кривий Ріг Дніпропетровської області) — український радянський діяч, новатор виробництва. Депутат Верховної Ради УРСР 2—4-го скликань. Кандидат у члени ЦК КПУ в 1949—1960 р.

## Біографія
Народився в бідній селянській родині. Наймитував у заможних селян.
У 1924 році пішов працювати на шахти Криворізького басейну. Спочатку працював допоміжним робітником, потім бурильником, кріпильником, прохідником, начальником зміни шахт «Північна» і «КІМ» шахтоуправління імені Карла Лібкнехта в Кривому Розі. Здобув семирічну освіти, закінчив курси гірничих майстрів.
З 1932 по 1935 рік служив у Червоній армії, воював із басмачами на Памірі в Таджицькій РСР.
У 1941 році евакуйований у східні райони СРСР. Працював кріпильником, начальником дільниці, бригадиром бурильників шахти Сарановського рудника Молотовської області РРФСР.
Член ВКП(б) з 1944 року.
У 1946 році повернувся у місто Кривий Ріг. Працював кріпильником, прохідником, бригадиром прохідників шахти «Нова» Криворізького рудника імені Карла Лібкнехта. Був ініціатором організації комплексних бригад на прохідницьких роботах.
У 1949 році закінчив інженерні курси при Криворізькому гірничорудному інституті.
З 1949 року — начальник дільниці № 6 шахти «Нова» Криворізького шахтоуправління імені Карла Лібкнехта; завідувач шахти № 8 Криворізького шахтоуправління імені Карла Лібкнехта тресту «Кривбасруда» Дніпропетровської області.
Письменник Іван Ле написав пропагандистський нарис «Семен Голубар. Повість-біографія знатного шахтаря Криворіжжя» (1950).

## Нагороди
- два ордена Леніна (,23.01.1948)
- ордени
- медалі